# Wellenlinien-Rindenspanner

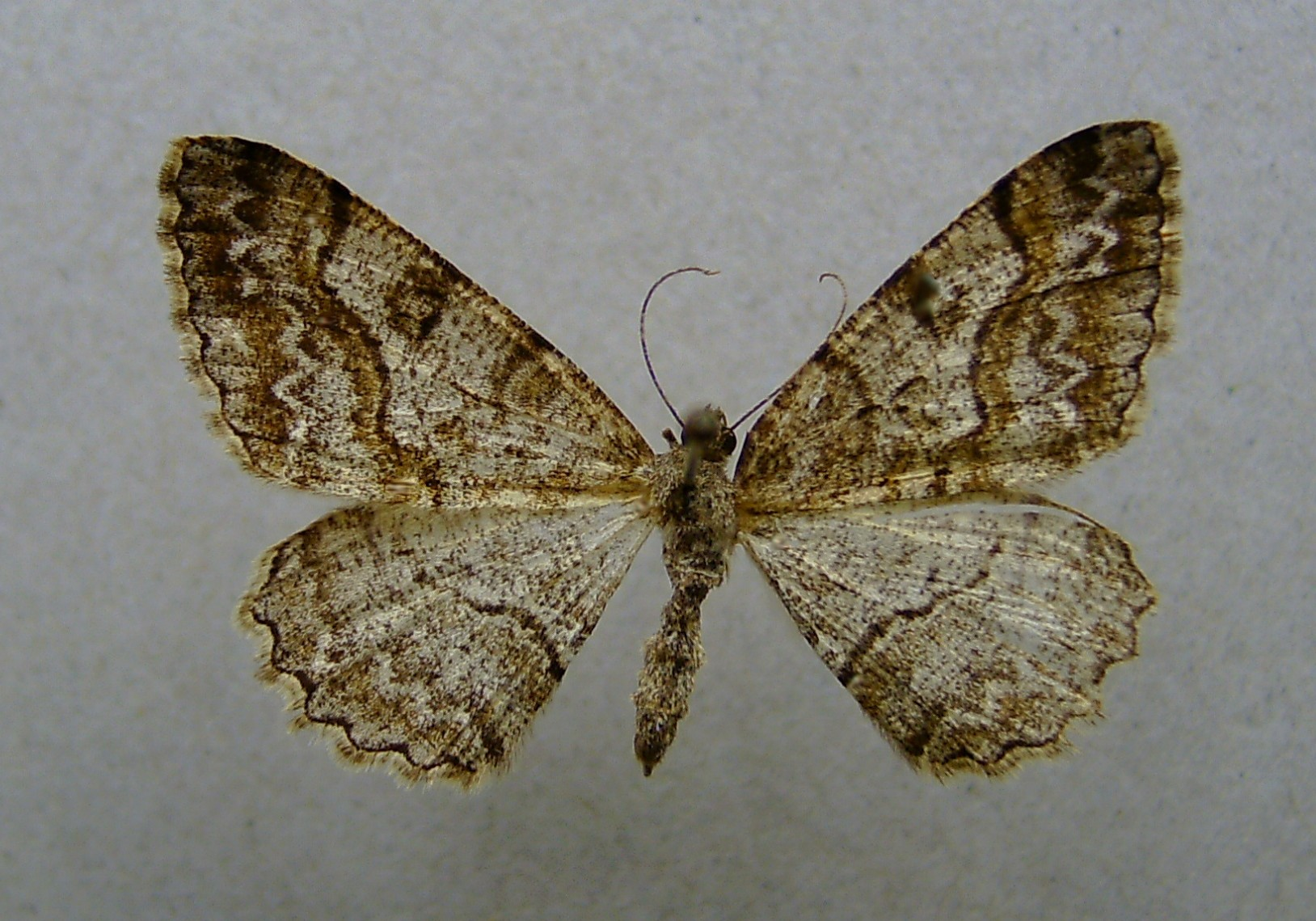
Präparat eines Weibchens

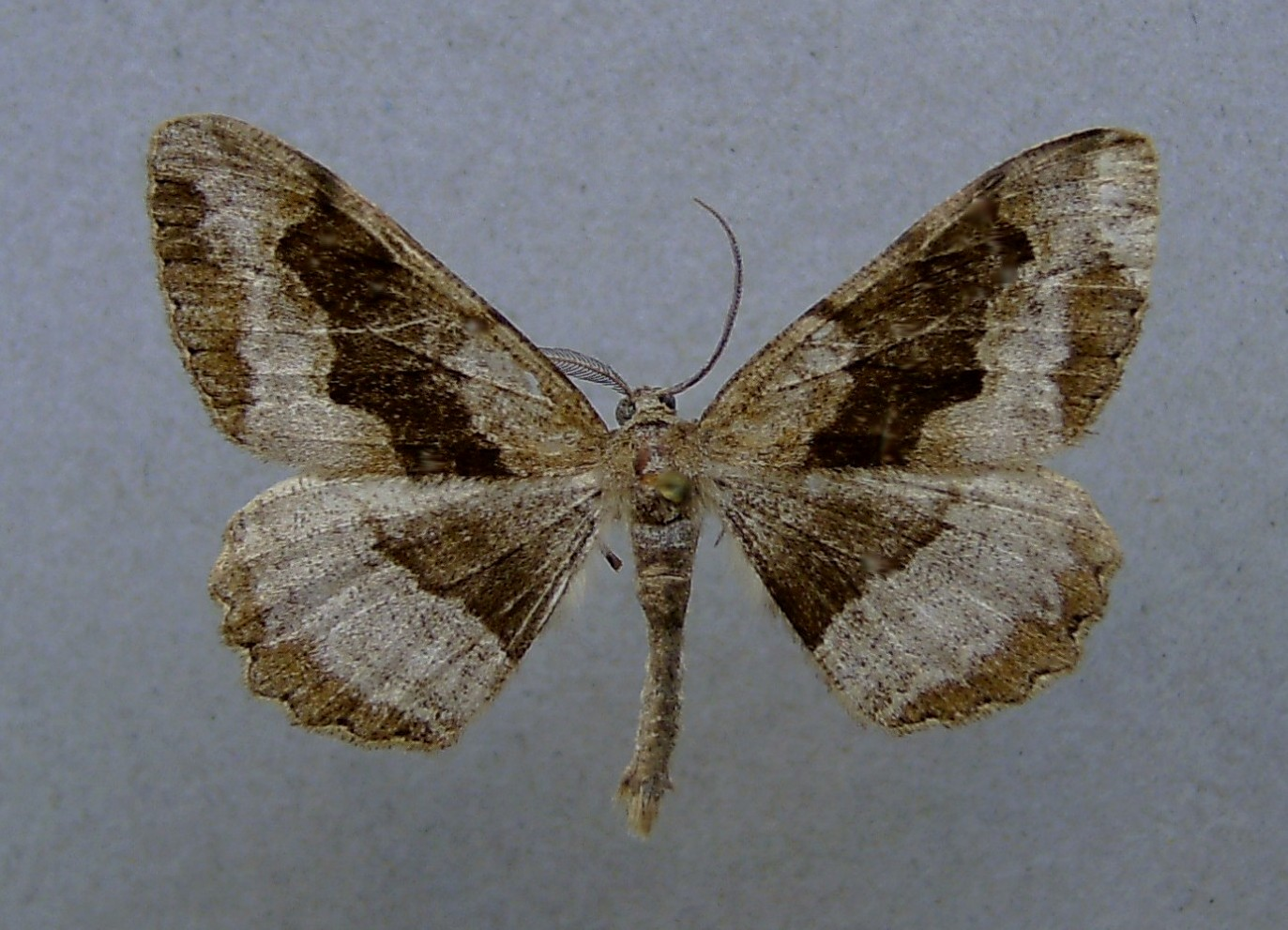
Präparat eines Weibchens der Forma conversaria

Der Wellenlinien-Rindenspanner (Alcis repandata) oder Braunmarmorierter Baumspanner ist ein Schmetterling (Nachtfalter) aus der Familie der Spanner (Geometridae).

## Merkmale

### Falter
Die Flügelspannweite der Falter schwankt stark und kann zwischen 38 und 55 Millimetern betragen. Sie zeichnen sich durch eine hohe farbliche Variabilität aus. Auf den Vorderflügeln dominieren weißliche, graue und bräunliche Tönungen. Während die innere Querlinie glatt gebogen ist, zeigt die äußere zwei nach außen gerichtete Vorsprünge. Im Saumfeld ist eine deutliche weiße Wellenlinie zu erkennen, die sich auf den Hinterflügeln fortsetzt. Exemplare mit fast schwarzem Mittelfeld sowie hellem Wurzel- und Saumfeld werden als f. conversaria, solche mit mehr oder weniger starker Verdunkelung und nur geringfügig erkennbaren Zeichnungselementen als f. nigricata bezeichnet. Die Fühler der Männchen sind beidseitig gekämmt, diejenigen der Weibchen sind fadenförmig.

### Raupe, Puppe
Erwachsene Raupen haben eine zylindrische Form, sind an den Seiten gerunzelt, meist graubraun gefärbt und zeigen eine dunkle Fleckung oder Marmorierung. Die sehr schlanke Puppe ist glänzend rotbraun gefärbt und besitzt eine gespaltene Spitze am Kremaster.

### Ähnliche Arten
- Bräunlich gefärbte Falter ähneln zuweilen dem Moosgrünen Rindenspanner (Deileptenia ribeata (Clerck, 1759)), dem jedoch die starken Vorsprünge der äußeren Wellenlinie fehlen und der meist stärker gerundete Flügelspitzen aufweist.
- Bastelbergers Rindenspanner (Alcis bastelbergeri (Hirschke, 1908)) unterscheidet sich von der f. conversaria durch das schmalere und schwächer ausgebuchtete schwarze Mittelfeld, was insbesondere bei den männlichen Faltern auffällig ist.

## Synonyme
- Boarmia repandata

## Vorkommen
Das Verbreitungsgebiet des Wellenlinien-Rindenspanners erstreckt sich durch ganz Europa bis zum Ural, im Süden über den Mittelmeerraum, Kleinasien, den Kaukasus bis Kasachstan sowie im Norden bis zum Polarkreis. In den Alpen steigt er bis auf 1800 Meter. Die Art bewohnt Laub-, Misch- und Nadelwälder, buschige Heiden, Wiesen, Moorgebiete sowie Siedlungsbereiche.

## Lebensweise
Die Falter sind überwiegend nachtaktiv und fliegen gern künstliche Lichtquellen, aber auch Blüten von Pfeifengräsern (Molinia), Greiskräutern (Senecio) oder Schlangen-Knöterich (Polygonum bistorta) an. Hauptflugzeit des Wellenlinien-Rindenspanners sind die Monate Mai bis August. Die Raupen leben ab dem Spätsommer polyphag an einer Vielzahl von Gehölzen und niedrigen Pflanzen, so dass sie teilweise als „Allesfresser“ bezeichnet werden. Als Beispiele für Futterpflanzen werden hier nur die häufig genannten Heidelbeere (Vaccinium myrtillus) und Rauschbeere (Vaccinium uliginosum) sowie Adlerfarn (Pteridium aquilinum),  Brombeeren (Rubus), Heidekräuter (Erica),  Besenginster (Cytisus scoparius), Weißtanne (Abies alba), Fichten (Picea), Kiefern (Pinus),  Eichen (Quercus), Birken (Betula) und Weiden (Salix) aufgeführt. Die Raupen überwintern und verpuppen sich in der Erde.

## Gefährdung
Die Art ist in allen deutschen Bundesländern weit verbreitet, teilweise häufig und wird deshalb auf der Roten Liste gefährdeter Arten als nicht gefährdet eingestuft.